# 최재원 (배우)
최재원(1969년 12월 15일~)은 대한민국의 배우이자 방송인이다. 신장은 177cm이고 체중은 70kg이다.

## 생애
1989년 CF광고(코카콜라, 버드와이저)로 데뷔하였다. 1991년 MBC 드라마 《동의보감》을 통하여 MBC 특채 연기자로 데뷔하였다. 1993년 연극 《갈매기》의 뜨레블레프 역으로 연극배우로 데뷔하였다. 1994년 영화 《젊은 남자》로 영화배우로 데뷔하였다. 1995년 KBS 슈퍼탤런트 1기로 정식 입사하였다.
1997년 SBS 시트콤 《LA아리랑》에서 '여보게나친구'라는 유행어를 히트시키며 SK텔레콤, SK텔링크, 맛동산 등 여러 편의 광고를 통해 CF스타가 되었다.
2001년부터 KBS 《좋은나라 운동본부》의 《최재원의 양심추적》 코너에서 음주단속, 38세금기동대의 인기로 '양심맨'으로 유명해졌고, KBS연예대상과 대통령표창을 수상했다.

## 학력
- 순천고등학교 37회
- 서울예술전문대학 영화학과 전문학사
- 호서대학교 식품조리학과 학사

## 출연작

### 드라마
- 1995년 KBS2 《개성시대》
- 1996년 KBS2 《컬러》
- 1996년 KBS2 《첫사랑》 -석희 방송방 선배 역
- 1997년 MBC 《베스트극장》
- 1997년 MBC 《남자 셋 여자 셋》
- 1997년 SBS 《LA아리랑》
- 1998년 KBS2 《맨발의 청춘》
- 1998년 KBS2 《행복을 만들어 드립니다》
- 1998년 SBS 《휘파람 소리》 - 민수 역
- 1999년 MBC 《안녕 내 사랑》
- 1999년 KBS2 《유정》
- 1999년 KBS2 《전설의 고향 - 1999년》
- 2000년 MBC 《논스톱》
- 2000년 KBS2 《태양은 가득히》
- 2001년 SBS 《수호천사》 - 나홍만 역
- 2002년 KBS2 《잘난 걸 어떡해》
- 2002년 SBS 《얼음꽃》 - 오형준 역
- 2004년 KBS1 《불멸의 이순신》 - 이덕형 역
- 2006년 MBC 《닥터 깽》 - 김 형사 역
- 2006년 MBC 《MBC 베스트극장 - 못한여자, 했던남자》 - 유상봉 역
- 2007년 KBS2 《행복한 여자》
- 2009년 KBS2 《장화, 홍련》 ... 한수찬 역
- 2009년 MBC 《지붕뚫고 하이킥》 - 정준혁 과외선생 (특별 출연)
- 2011년 KBS2 《가시나무새》 - 박한수 역
- 2011년 KBS1 《우리집 여자들》 - 홍규영 역
- 2014년 KBS2 《천상여자》 - 서우현 역
- 2014년 TV조선 《파랑새는 있다》 - 장호 역
- 2018년 SBS 《스위치 - 세상을 바꿔라》 - 정도영 역
- 2018년 KBS2 《같이 살래요》 - 홍 이사 역
- 2019년 KBS2 《세상에서 제일 예쁜 내 딸》 - 나도진 역
- 2023년 KBS1 《금이야 옥이야》 - 금선달 역

### 영화
- 1994년 《젊은 남자》
- 2002년 《오버 더 레인보우》
- 2007년 《지금 사랑하는 사람과 살고 있습니까?》
- 2009년 《정승필 실종 사건》
- 2010년 《불량남녀》
- 2010년 《두 여자》
- 2018년 《종이비행기》

### TV 프로그램
- 1998년 KBS 《연예가중계》 ... 리포터
- 1999년 EBS 《출동! 초록 수비대》
- 1999년 SBS 《생방송 특급연예통신》 ... MC
- 2001년 KBS 《좋은나라 운동본부 - 최재원의양심추적》 ... MC
- 2001년 KBS 《강력추천 고교챔프》 ... MC
- 2002년 EBS 《잉글리쉬 까페》 ... MC
- 2009년 KBS 《으라차차 녹색시대》
- 2010년 여수 MBC 《한솥밥》 ... MC
- 2011년 KBS 《호루라기》 ... MC
- 2012년 EBS 《아빠 놀아줘요》 ... MC
- 2012년 머니투데이 《경제와이드》 ... MC
- 2013년 SBS 《스타주니어쇼 붕어빵》
- 2013년 SBS 《자기야 - 백년손님》
- 2014년 MBC 《세바퀴》
- 2016년 EBS1 《토닥토닥 마음아》
- 2017년 ~ MBN 《알토란》
- 2019년 SBS골프 《당신이 골프를못하는 이유》 MC

### 라디오 프로그램(진행, 출연)
- 2005년 BBS 불교방송 《최재원의 뮤직토크》 ... DJ
- 2008년 TBS 교통방송 《최재원의 2시가 좋아》 ... DJ
- 2016년 EBS 한국교육방송공사 《EBS 책 읽는 라디오 낭독 시리즈》 ... 낭독자
- Cpbc 평화방송 라디오드라마 《바보김수환》 - 김수환추기경 역

### CF
- SK텔레콤 스피드011
- 공익광고협의회 우리모두다같이조그만
- 해태제과 맛동산
- 동산 C&G 비드아웃
- 베스킨라빈스31
- 종근당 펜잘
- 남양유업 이오
- 코카콜라
- 버드와이저
- 삼성에어콘
- 브렌따노
- 랜드러버
- 대림스쿠터
- 왕뚜껑사발면
- 네스카페
- 꼼빠니아
- 우리집 보험주치의

## 수상 및 후보
| 연도 | 시상식                             | 부문                      | 작품                                  | 결과 |
| ---- | ---------------------------------- | ------------------------- | ------------------------------------- | ---- |
| 2000 | KBS 연기대상                       | 남자 조연상               | 태양은 가득히                         | 후보 |
| 2003 | 제37회 납세자의 날                 | 세정협조자상 (대통령표창) | 빈칸                                  | 수상 |
| 2003 | KBS 연예대상                       | 최우수 코너상             | 좋은나라 운동본부 - 최재원의 양심추적 | 수상 |
| 2012 | 보건복지부장관 표창 (노인인권보호) | 빈칸                      | 빈칸                                  | 수상 |
| 2013 | SBS 연예대상                       | 베스트페밀리상            | 스타주니어쇼 붕어빵                   | 수상 |

## 가족 관계
- 배우자 : 김재은 (1976년 9월 12일 ~ )
  - 장녀 : 최유빈 (2006년 ~ )
  - 차녀 : 최유진 (2014년 5월 15일 ~ )